# Erling Karlsson
Hans Erling Gunnar Karlsson, född 11 juli 1945, är socialdemokratisk kommunalpolitiker i Huddinge kommun. Han var oppositionsråd i Huddinge kommun perioden 2007-2010. Erling Karlsson har under tidigare mandatperioder varit kommunalråd, förste vice ordförande i kommunstyrelsen samt ordförande i bland annat utbildningsnämnden och förskole- och grundskolenämnden. Karlsson är bosatt i Visättra.